# Glasflügel Libelle (201–205)
Die Libelle-Flugzeuge der Baureihen 20X sind einsitzige Segelflugzeuge der Firma Glasflügel Segelflugzeugbau.
Technisch gesehen ist die Libelle die Nachfolgerin der H-301 Libelle, die über Wölbklappen verfügte und bereits 1964 flog. Die Libelle wurde mit einer Spannweite von 15 Metern für Wettbewerbe in der Standard-Klasse konzipiert. Durch ihr geringes Gewicht und die durchdachte Konstruktion – sie verfügt bereits über automatische Ruderanschlüsse – war sie sehr gut aufrüstbar. Auf Grund der hochwertigen Verarbeitung sind die Glasflügel-Modelle selbst heute noch sehr begehrte Gebrauchtflugzeuge. So können heute fast alle Libelle-Typen mit Winglets nachgerüstet werden.

## Standard Libelle (201)

### Geschichte
Die ersten Modelle der Standard Libelle wurden ab 1967 gebaut. Die Libelle besteht vollständig aus Fiberglas. Sie verfügt über ein konventionelles Kreuzleitwerk und Schempp-Hirth-Bremsklappen. Durch die geringe Rumpfhöhe muss der Pilot eine halb liegende Position einnehmen, die sich mittlerweile für alle gängigen modernen Segelflugzeuge durchgesetzt hat. Im Jahr 1969 wurde für die Standard-Libelle ein Einziehfahrwerk konzipiert und optional konnten die Tragflächen mit Wassertanks zu je 25 Litern ausgerüstet werden. Diese Variante ist als 201B bekannt. Insgesamt wurden von beiden Modellen etwas mehr als 600 Stück gefertigt. Ihr Segelflug-Index beträgt 98.

### Technische Daten

| Kenngröße         | Daten                        |
| ----------------- | ---------------------------- |
| Konstrukteur      | Wolfgang Hütter              |
| Erstflug          | Oktober 1967                 |
| Spannweite        | 15,00 m                      |
| Flügelfläche      | 9,80 m²                      |
| Länge des Rumpfes | 6,20 m                       |
| Leitwerk          | Kreuzleitwerk                |
| Bauweise          | GfK                          |
| Leermasse         | 180 kg 201B: 200 kg          |
| max. Zuladung     | 110 kg                       |
| max. Startmasse   | 290 kg 201B: 350 kg          |
| Flächenbelastung  | 29,60 kg/m²                  |
| Vmin              | 62 km/h                      |
| Va                | 150 km/h                     |
| Vne               | 201: 220 km/h 201B: 250 km/h |
| Vmax Winde        | 110 km/h 201B: 120 km/h      |
| Vmax F-Schlepp    | 150 km/h                     |
| Geringstes Sinken | 0,60 m/s bei 75 km/h         |
| Gleitzahl         | 38 bei 90 km/h               |
| Profil            | FX 66-17 A II-182            |

### Varianten 202 bis 204
Die Libelle wurde über die Jahre weiter entwickelt und dem Bedarf der Käufer angepasst. So entstanden verschiedene Variationen mit eigenen Bezeichnungen, die teilweise aber nur in geringer Stückzahl hergestellt wurden.
- Die 202 ist ein Einzelstück. Sie verfügt noch über das Cockpit und die Haube der 201, die Flügelwurzel sitzt jedoch höher, so dass sie bereits ein Schulterdecker ist. Die konische Rumpfform wurde aufgegeben und durch einen Rundrumpf ersetzt. Das Leitwerk wurde in T-Form angeordnet.
- Von der 203 wurden ebenfalls nur zwei Einzelstücke gefertigt. Sie besaßen ein neues Rumpfvorderteil, das später für Hornet und Mosquito verwendet wurde. Der Flügel stammt von der Standard-Libelle.
- Die 204 ist ebenfalls ein Einzelstück. Sie entspricht im Wesentlichen der 203, der Flügel wurde jedoch mit Hinterkanten-Drehbremsklappen ausgerüstet. Sie ist der späteren Hornet sehr ähnlich, lediglich der Tank für den Wasserballast fehlt.

## Club Libelle (205)

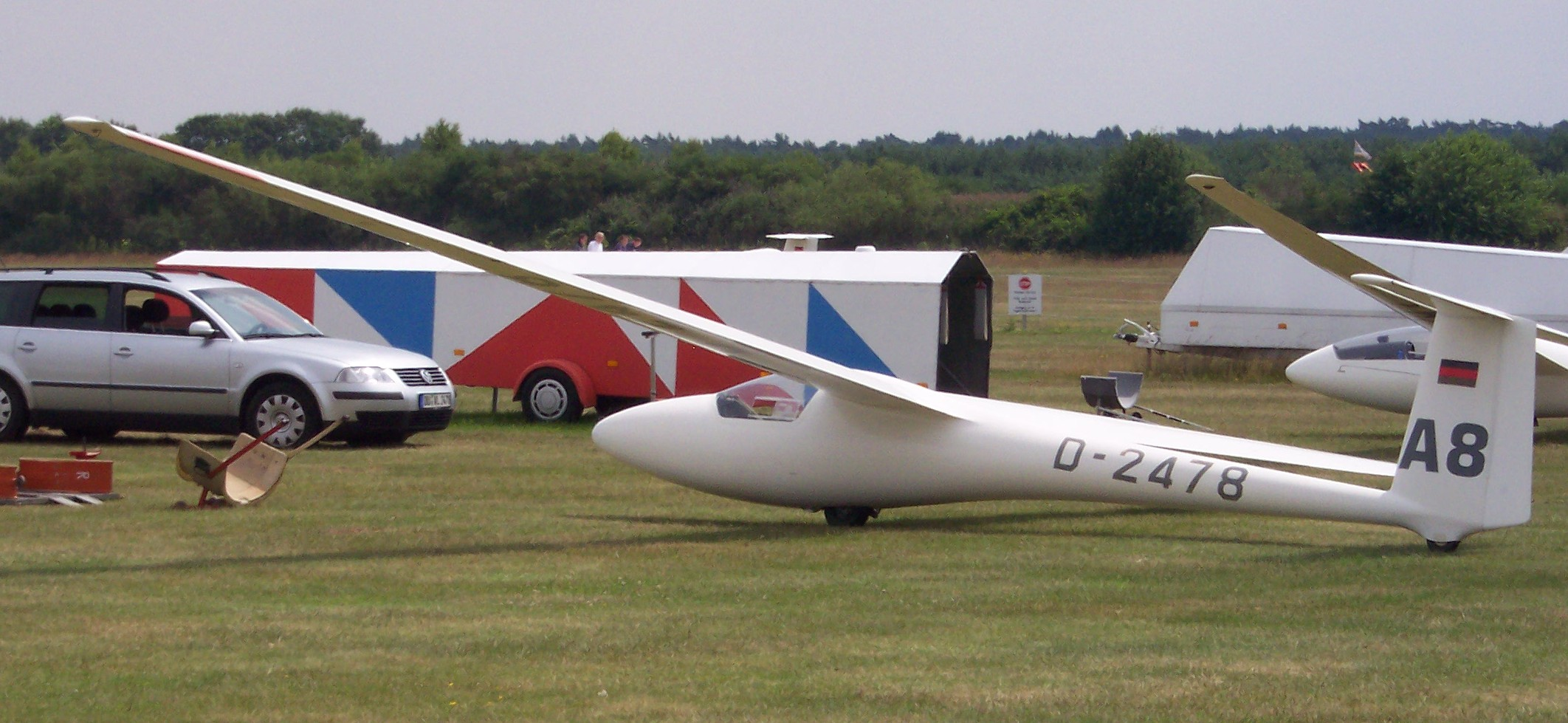
Glasflügel 205 Club-Libelle

### Geschichte
Die Club-Libelle ist eine Weiterentwicklung der Standard-Libelle. Sie wurde Anfang der siebziger Jahre entwickelt und zwischen 1973 und 1976 ausgeliefert. Ziel der Entwicklung war es, den Luftfahrtvereinen eine Option für Fluganfänger oder Piloten außerhalb des Wettbewerbes zu bieten. Um die Anschaffungskosten niedrig zu halten, wurde eine kleinere Haube verwendet und die Oberfläche vor der Auslieferung wahlweise nicht feingeschliffen. Sie verfügt über den Flügel der Standard-Libelle, jedoch mit den Glasflügel-typischen Hinterkanten-Drehbremsklappen anstelle der Schempp-Hirth-Bremsklappen. Um die Bedienung zu vereinfachen, wurde sie mit einem festen, gefederten Fahrwerk ausgestattet. Das T-Leitwerk und die Auslegung als Schulterdecker sind speziell für Außenlandungen entworfen worden. In ihren Konstruktionsmerkmalen war die Club-Libelle seinerzeit ein sehr fortschrittliches Segelflugzeug: Automatische Anschlüsse für alle Ruder, ein gefedertes Fahrwerk, die Klapphaube, ein serienmäßiges Spornrad und der große Gepäckraum waren Mitte der 70er Jahre keinesfalls Standard. Insgesamt wurden 176 Flugzeuge gefertigt. Der Segelflug-Index beträgt 96.

### Technische Daten
| Kenngröße                | Daten                |
| ------------------------ | -------------------- |
| Konstrukteur             | Eugen Hänle          |
| Erstflug                 | 14. September 1973   |
| Spannweite               | 15,00 m              |
| Flügelfläche             | 9,80 m²              |
| Länge des Rumpfes        | 6,40 m               |
| Leitwerk                 | T-Leitwerk           |
| Bauweise                 | GfK                  |
| Leermasse                | 225 kg               |
| max. Zuladung im Cockpit | 110 kg               |
| max. Startmasse          | 350 kg               |
| Flächenbelastung         | 32–35,7 kg/m²        |
| Vmin                     | 67 km/h              |
| Va                       | 150 km/h             |
| Vne                      | 200 km/h             |
| Vmax Winde               | 120 km/h             |
| Vmax F-Schlepp           | 150 km/h             |
| Geringstes Sinken        | 0,56 m/s bei 75 km/h |
| Gleitzahl                | 35 bei 85 km/h       |
| Profil                   | FX 66-K-17 A II-182  |